# Ninoshima

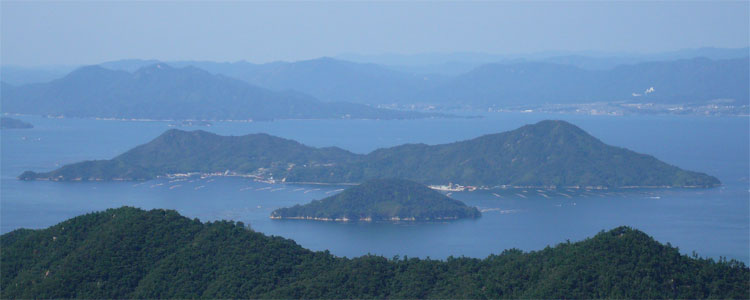
Ninoshima

Ninoshima (japanisch: 似島) ist eine Insel im Seto-Binnenmeer. Sie ist heute Teil des Bezirks Süd der Stadt Hiroshima in der japanischen Präfektur Hiroshima. Der Gakuen-mae-Pier auf Ninoshima liegt 4 km vom Hafen Hiroshima (Ujina) entfernt. Vom Kai 4 des Hafens von Hiroshima (Hafen Ujina) dauert es mit der Fähre nur eine halbe Stunde, um nach Ninoshima zu gelangen. Die Insel ist 3,87 km² groß und wird vom Berg Aki-no-Kofuji (278 m) gekrönt. Auf Japanisch bedeutet der Name des Berges „Kleiner Fuji von Aki“ (eine der beiden antiken Provinzen, die die Präfektur Hiroshima umfasst). Der Name der Insel bedeutet etwa „Ähnlichkeitsinsel/Insel der Ähnlichkeit/ähnelnde Insel“, da die Form der Insel und ihres Berges dem Berg Fuji ähneln. Bis 1929 gehörte die Insel zum Dorf (-mura) Niho im Landkreis (-gun) Aki von Hiroshima.
Als Ninoshima-chō (似島町) bildet die Insel auch einen Ortsteil mit der Postleitzahl 734-0017. Er hatte im September 2023 673 Einwohner in 455 Haushalten.